# 13. Sinfonie (Mozart)
Die Sinfonie F-Dur Köchelverzeichnis 112 komponierte Wolfgang Amadeus Mozart im Jahr 1771 in Mailand. Nach der Alten Mozart-Ausgabe trägt die Sinfonie die Nummer 13.

## Allgemeines

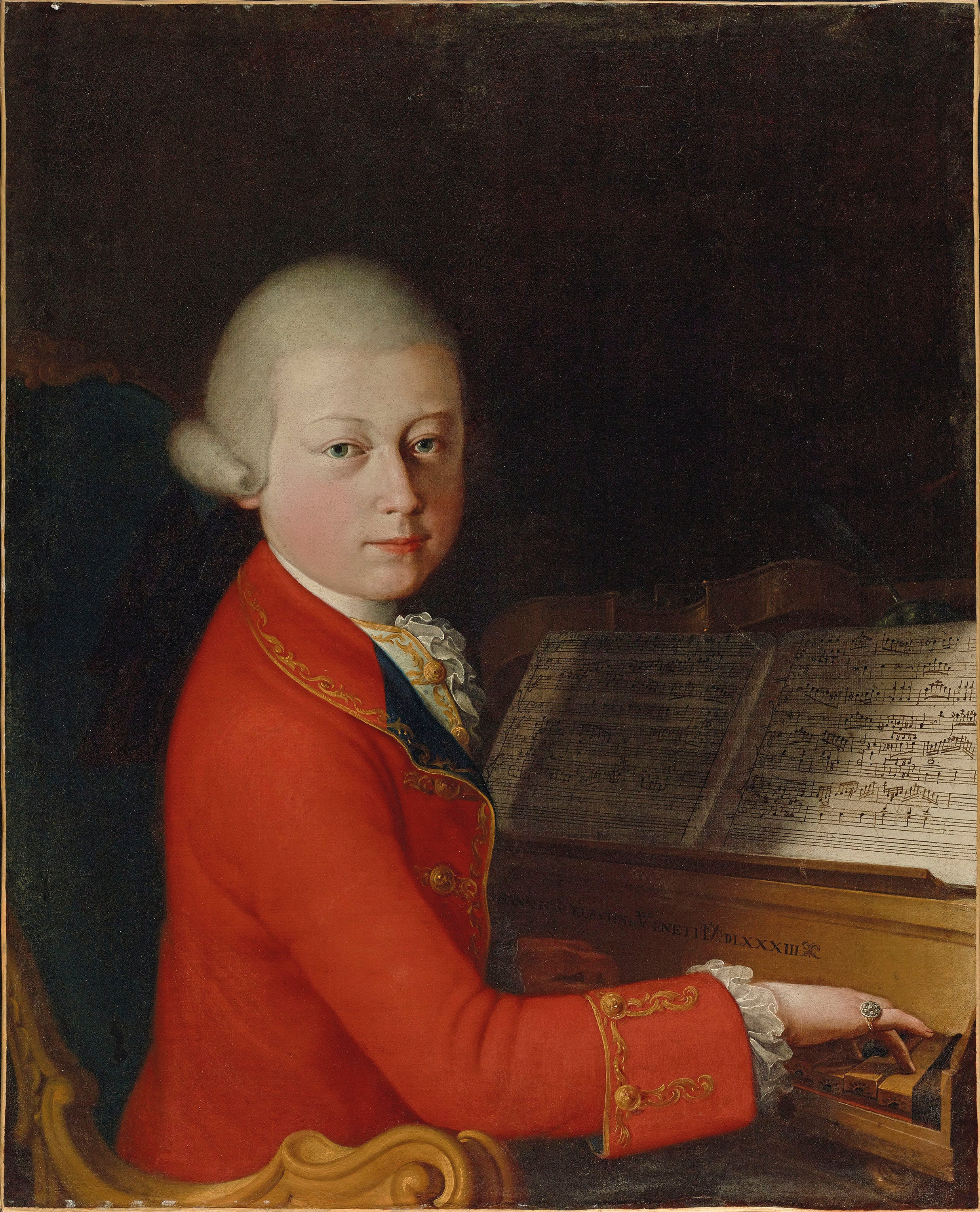
Gemälde Mozarts von Saverio dalla Rosa, Januar 1770

Das Autograph dieser Sinfonie, die während der zweiten Italienreise entstand, trägt den Titel Sinfonia del Sigre Cacaliere Wolfgango Amadeo Mozart á Milano 2 di Novemb. 1771, wobei Wolfgang nur das erste Wort und Leopold Mozart den Rest schrieb. Die Uraufführung fand möglicherweise am 22. oder 23. November 1771 im Haus von A. M. Mayr, Verwalter der königlichen Privatschatulle von Erzherzog Ferdinand, statt.

## Zur Musik
Besetzung: zwei Oboen, zwei Hörner in F, zwei Violinen, Viola, Cello, Kontrabass. In zeitgenössischen Orchestern war es zudem üblich, auch ohne gesonderte Notierung Fagott und Cembalo (sofern im Orchester vorhanden) zur Verstärkung der Bass-Stimme bzw. als Generalbass-Instrument einzusetzen.
Aufführungszeit: ca. 15 Minuten.
Hermann Abert schreibt zu der Sinfonie: „Diese deutschen Einflüsse haben auch über die zweite Italienische Reise vorgehalten, die an sinfonischer Arbeit ja überhaupt nicht ergiebig war. Die F-Dur Sinfonie (K. V. 112) (…) macht zwar in Thematik und Orchestration einige Zugeständnisse an den italienischen Geschmack, verwischt jedoch die deutschen Grundlagen keineswegs.“ Und in einer Fußnote fügt Abert hinzu: „Gegen WSF, die hier einen starken Rückfall ins Italienische feststellen, muss auf den häufigen Stimmungsumschlag, die ausdrucksvolle Schlussgruppe und die leidenschaftliche Durchführung des ersten Satzes, das Stamitzsche Andante und auf die teils deutschen, teils spezifisch Mozartschen Züge des Menuetts (Trio!) und Schlußrondos mit seinen zwei Seitensätzen hingewiesen werden.“
Neal Zaslaw lobt: Die Sinfonie „ist – von der wundervoll proportionierten Sonatensatzform des 1. Satzes über die sorgfältige Polyphonie des nur von den Streichern gespielten Andante bis zum energischen Rondo-Finale, einer Giga – von einem Geist des Vertrauens und solider Handwerkskunst durchdrungen, die vielleicht aus der erfolgreichen Aufführung des Ascanio einen Monat zuvor resultierten.“
Bei den hier benutzten Begriffen in Anlehnung an die Sonatensatzform ist zu berücksichtigen, dass dieses Schema in der ersten Hälfte des 19. Jahrhunderts entworfen wurde (siehe dort) und von daher nur mit Einschränkungen auf die Sinfonie Köchelverzeichnis (KV) 112 übertragen werden kann. – Die hier vorgenommene Beschreibung und Gliederung der Sätze ist als Vorschlag zu verstehen. Je nach Standpunkt sind auch andere Abgrenzungen und Deutungen möglich.

### Erster Satz: Allegro
F-Dur, 3/4-Takt, 124 Takte, urspr. „Molto Allegro“, aber das „Molto“ ausradiert
Die Audiowiedergabe wird in deinem Browser nicht unterstützt. Du kannst die Audiodatei herunterladen.
Der Satz eröffnet als Folge von drei Motiven: im unisono absteigender Dreiklang im Forte des ganzen Orchesters (Tutti), Piano-Floksel der Violinen und Viola, Dreiklangsmotiv wiederum im Forte vom Tutti gespielt. Die Motive 2 und 3 werden wiederholt. Der Abschnitt ab Takt 10 setzt mit dem Themenkopf an und geht dann in virtuose Sechzehntel-Läufe, Triller und Tremolo über. Er endet mit zwei Viertelschlägen auf der Doppeldominante G-Dur. Das zweite Thema (Takt 24–31) in der Dominante C-Dur basiert auf einem zweitaktigen Frage-Antwort-Motiv von Oboe und Viola, in das ein weiteres zweitaktiges Motiv der Violinen / Viola als „Streicherkonzertino“ eingebaut ist (ähnlich im ersten Thema). Beide Motive sind in Terzen aufgebaut.
Ab Takt 32 folgt wieder Tremolo, wobei das harmonische Gerüst teilweise reduziert ist (z. B. Takt 34: Tremolo nur der 1. Violine auf G); dazu gesellt sich ab Takt 36 ein weiteres Motiv mit Pendelbewegung im punktierten Rhythmus. Die Schlussgruppe von Takt 43 bis zum Ende der Exposition in Takt 54 ist mit dem etwas chromatischen Motiv der Violinen deutlich abgegrenzt. Die Exposition endet mit vier Takten Tremolo und Akkordmelodik.
Der zweite Teil des Satzes („Durchführung“, Takt 55–70) beginnt mit zwei Takten Tremolo, das um den Ton A kreist. Ab Takt 57 wird dann das Motiv der Schlussgruppe als Variante versetzt durch die Instrumente (1. Violine, 2. Violine, Viola) geführt. Über eine weitere Tremolo-Passage leitet Mozart zur Reprise (Takt 71 ff.) zurück, die wie die Exposition strukturiert ist. Exposition sowie Durchführung und Reprise werden wiederholt.

### Zweiter Satz: Andante
B-Dur, 2/4-Takt, 64 Takte, nur Streicher
Die Audiowiedergabe wird in deinem Browser nicht unterstützt. Du kannst die Audiodatei herunterladen.
Der Satz beginnt als tickende Figur der 1. Violine, begleitet von uhrwerkartig-gleichmäßigen, gebrochenen Akkordfiguren im Staccato von 2. Violine und Viola und grundierenden Einzeltönen von Cello und Kontrabass. Zum Ende des viertaktigen ersten Themas spielen beide Violinen eine abgesetzte Figur abwärts.
Das zweite Thema (Takt 10 ff.) ist anders aufgebaut: Es basiert auf einem zweitaktigen Motiv, wobei die Figur des zweiten Taktes zwischen der 1. Violine einerseits und der 2. Violine sowie der Viola andererseits im Dialog auftritt. Die Takte 14–17 greifen den Kopf vom ersten Thema wieder auf, ehe die Schlussgruppe (Takt 18 ff.), dessen Elemente man sich aus den anderen Motiven ableiten kann, die Exposition beendet.
Im Durchführungsteil (Takt 26–37) tritt das Motiv vom ersten Thema in veränderter Harmonie auf, unterbrochen von einer chromatischen Bewegung abwärts. Die Reprise (Takt 38 ff.) ist ähnlich wie die Exposition strukturiert. Diese sowie Durchführung und Reprise werden wiederholt.

### Dritter Satz: Menuetto
F-Dur, 3/4-Takt, mit Trio 32 Takte (in der Partitur ist der Wiederholungsteil des Menuetts ausgeschrieben, damit insgesamt 50 Takte)
Die Audiowiedergabe wird in deinem Browser nicht unterstützt. Du kannst die Audiodatei herunterladen.
Charakteristische Elemente der kräftigen Melodie des Menuetts sind die dreifache Tonwiederholung sowie die Triole abwärts. Im zweiten Teil dominieren die Triolen sogar zwei Takte lang. Das Trio für Streicher steht in C-Dur und ist durchweg im Piano gehalten. Der erste Teil ist relativ „dicht“ mit vielen Bögen gearbeitet. Der zweite Teil beginnt mit einem neuen, „lockeren“ Motiv auf dem C-Dur-Dreiklang im Staccato; das Anfangsmotiv tritt erst am Ende zwischen 1. und 2. Violine versetzt wieder auf.
Neal Zaslaw weist darauf hin, dass die Viola im Menuett nicht wie in anderen Sinfoniemenuetten von Mozart eine eigene Stimme hat, sondern die Bassstimme verdoppelt. Da Mozarts Tanzmenuette (also nicht für eine Sinfonie geplante Menuette) normalerweise keine Viola verwenden, könne man aus dieser Besonderheit schließen, dass das Menuett für KV 112 aus einem anderen Werk übernommen wurde.
Die Audiowiedergabe wird in deinem Browser nicht unterstützt. Du kannst die Audiodatei herunterladen.
Das Trio hat eine eigene Violenstimme und dürfte daher wohl für diese Sinfonie komponiert worden sein. Volker Scherliess weist darauf hin, dass der Menuett-Teil in Leopolds und nur das Trio in Wolfgangs Handschrift geschrieben ist. Demnach könnte Wolfgang das Menuett für einen anderen Zweck komponiert haben, während es Leopold für diese Sinfonie kopierte; oder es handelt sich um ein Menuett von Leopold, für das Wolfgang ein Trio komponierte.
Bemerkenswert ist auch die gleichmäßige Struktur des Satzes mit jeweils 8 + 8 Takten im Menuett sowie im Trio.

### Vierter Satz: Molto allegro
F-Dur, 3/8-Takt, 123 Takte
Die Audiowiedergabe wird in deinem Browser nicht unterstützt. Du kannst die Audiodatei herunterladen.
Der als Rondo strukturierte Satz besteht aus dem Refrain und zwei Couplets. Das Thema des Refrains ist periodisch aufgebaut mit jeweils acht Takten Vorder- und Nachsatz. Diese wiederum bestehen aus zwei Viertaktern (Phrasen): aufsteigende F-Dur-Dreiklangsmelodik (dieselbe Eröffnung im ersten Satz) und ebenfalls aufsteigende tremoloartige Figur.
Das erste Couplet (Takt 17–40) besteht anfangs aus einem „Auf und Ab“ der beiden Violinen in Gegenbewegung, gefolgt von einer Tremolopassage mit fallender Melodielinie, die variiert (mit Chromatik und Oktavsprüngen) wiederholt wird. Das zweite Couplet (Takt 57–96) mit seiner tänzerischen Melodie und den kennzeichnenden Vorschlägen steht als einziger Abschnitt in Moll (d-Moll) und ist in zwei wiederholte Passagen strukturiert.
Nach dem letzten Durchlauf des Refrains wird der Satz von einer Coda mit Akkordmelodik und Tremolo beendet.